# Notre-Dame des Vocations
 (novembre 2023).
Si vous disposez d'ouvrages ou d'articles de référence ou si vous connaissez des sites web de qualité traitant du thème abordé ici, merci de compléter l'article en donnant les références utiles à sa vérifiabilité et en les liant à la section « Notes et références ».
Le Notre-Dame des Vocations est un thonier-langoustier à voile et à moteur. Il fut le dernier de sa catégorie en activité. Il appartient depuis 2003 au Port-musée de Douarnenez.
Sa dernière immatriculation est : AD 279030 (quartier maritime d'Audierne).
Il détient le label BIP (Bateau d'intérêt patrimonial) de la Fondation du patrimoine maritime et fluvial.

## Histoire

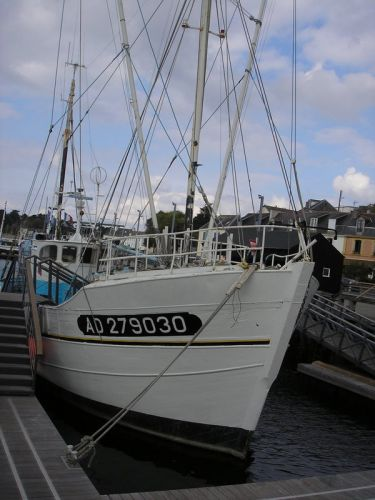
À flot au port-musée de Douarnenez

Le Notre-Dame des Vocations est un navire de pêche, à coque en bois construit de 1960 à 1962 au chantier Kersaudy et Gourlaouen d'Audierne, chantier aujourd'hui disparu. C'est un thonier dundee, de type canneur-fileyeur, avec une mâture acier de 16 m portant 3 voiles (une grand-voile de 30 m2, un foc de 18 m2 et un tapecul de 16 m2). Il est doté d'un moteur Baudouin DNK6 de 160 ch qui a été refait à neuf en 2000.
Il a été lancé en 1962 pour la famille Gloaguen, artisan-pêcheur à Poulgoazec. Marcel Gloaguen sera donc son armateur et patron pêcheur à partir du lancement du navire (en juillet 1962), jusqu'à ce qu'il passe la relève à son fils, Didier Gloaguen, qui cessera à son tour l'activité en 2001 (pour cause de manque de poisson dans la région, et pas d'homme pour la tâche de plus en plus difficile). Pour éviter sa vente à l'étranger il a servi dans une association d'intérêt patrimonial en lien avec le lycée maritime du Guilvinec avant d'être cédé au port-musée de Douarnenez avec l'essentiel de son matériel de pêche.
Les élèves du lycée maritime du Guilvinec ont participé à sa remise en état de navigabilité pour sa participation aux fêtes maritimes de Douarnenez 2006.
Depuis 2007, il est inscrit au registre de la plaisance. Il est alors le seul bateau du musée à pouvoir encore naviguer.
Le musée annonce un désarmement à l’été 2017, en même temps que le Notre-Dame-de-Rocamadour, afin d’analyser leur état en vue d’une future restauration.
Le 31 août 2020, le navire coule à quai alors qu’il était en attente de restauration, bâché et sans son gréement. Il est renfloué quelques jours plus tard. La cause n’était pas connue.
En 2024, il n’est plus listé parmi les collections visitables du musée.